# Herweg (Kürten)
Herweg ist ein Wohnplatz in der Gemeinde Kürten im Rheinisch-Bergischen Kreis.

## Lage und Beschreibung
Der Ort liegt in der Nähe der Stadtgrenze Bergisch Gladbach an der Bundesstraße 506.

## Geschichte
Der Ort lag an dem Heerweg Köln–Wipperfürth–Soest, einer bedeutenden mittelalterlichen Altfernstraße von Köln über Wipperfürth nach Soest. Diesem Umstand verdankt der im Jahr 1461 erstmals urkundlich erwähnte Ort auch seinen Namen. Die Trasse der alten Höhenstraße wird bis auf kleine Abweichungen noch heute von der Bundesstraße 506 genutzt.
Die Topographia Ducatus Montani des Erich Philipp Ploennies aus dem Jahre 1715, Blatt Amt Steinbach, belegt, dass der Ort bereits 1715 als Ort mit einem Hof bestand und als Herweg bezeichnet wurde. Carl Friedrich von Wiebeking benennt die Hofschaft auf seiner Charte des Herzogthums Berg 1789 als Herweg. Aus ihr geht hervor, dass Herweg zu dieser Zeit Teil der Honschaft Bechen im Kirchspiel Bechen im Landgericht Kürten war.
Unter der französischen Verwaltung zwischen 1806 und 1813 wurde das Amt Steinbach aufgelöst und der Ort wurde politisch der Gemeinde Bechen in der Mairie Kürten im Kanton Wipperfürth  im Arrondissement Elberfeld zugeordnet. 1816 wandelten die Preußen die Mairie zur Bürgermeisterei Kürten im Kreis Wipperfürth.
Der Ort ist auf der Topographischen Aufnahme der Rheinlande von 1824 und auf der Preußischen Uraufnahme von 1840 als Heerweg verzeichnet. Ab der Preußischen Neuaufnahme von 1892 ist er auf Messtischblättern regelmäßig als Herweg verzeichnet.
1822 lebten 71 Menschen im als Hof kategorisierten und Herrweg bezeichneten Ort. 1830 hatte der Ort 88 Einwohner und wurde mit Herrweg bezeichnet. Der 1845 laut der Uebersicht des Regierungs-Bezirks Cöln als Weiler kategorisierte Ort besaß zu dieser Zeit elf Wohnhäuser. Zu dieser Zeit lebten 100 Einwohner im Herweg genannten Ort, davon alle katholischen Bekenntnisses. Die Gemeinde- und Gutbezirksstatistik der Rheinprovinz führt Herweg 1871 mit 13 Wohnhäusern und 80 Einwohnern auf. Im Gemeindelexikon für die Provinz Rheinland von 1888 werden 16 Wohnhäuser mit 78 Einwohnern angegeben bezeichnet. 1895 hatte der Ort 13 Wohnhäuser und 55 Einwohner. 1905 besaß der Ort 14 Wohnhäuser und 67 Einwohner und gehörte konfessionell zum katholischen Kirchspiel Bechen.
1927 wurden die Bürgermeisterei Kürten in das Amt Kürten überführt. In der Weimarer Republik wurden 1929 die Ämter Kürten mit den Gemeinden Kürten und Bechen und Olpe mit den Gemeinden Olpe und Wipperfeld zum Amt Kürten zusammengelegt. Der Kreis Wipperfürth ging am 1. Oktober 1932 in den Rheinisch-Bergischen Kreis mit Sitz in Bergisch Gladbach auf.
1975 entstand aufgrund des Köln-Gesetzes die heutige Gemeinde Kürten, zu der neben den Ämtern Kürten, Bechen und Olpe ein Teilgebiet der Stadt Bensberg mit Dürscheid und den umliegenden Gebieten kam.